# Ctenicera sylvatica
Ctenicera sylvatica – gatunek chrząszcza z rodziny sprężykowatych.
Owad osiąga długość 14-22 mm.
Zabarwiony jest ciemnobrązowo, wyjąwszy czarne czułki. Jego ciało pokrywają włoski, długie, gęste, z metalicznym pobłyskiem.
Cechuje się on nie łódkowatym, szerszym niż dłuższym i spłaszczonym czołem. Czułki składają się z 11 segmentów, wykazują lekkie ząbkowanie u obu płci. 2. z segmentów ma kształt kulisty, kolejny − wydłużony. 4. jest krótszy od poprzednika, ostatni zwęża się u koniuszka. Żuwaczki są potężne. Warga górna kształtu półeliptycznego nosi długie sety. Krótkie pośrodkowe sety tworzą wąski penicillus. Postmentum dolnej wargi ma dwie sety długie i resztę umiarkowanie krótkich. 
Długość umiarkowanie wypukłego przedtułowia ustępuje jego szerokości. Zwęża się on na przedzie. Jego przedni brzeg jest prosty, boki zaś określa się jako łódkowate. Pierwsza para skrzydeł wypukłych, lekko spłaszczonych u szczytu. U samca obserwuje się wydłużony aedeagus.
Golenie noszą długie ostrogi. Scutellum wydłużone, o zaokrąglonym brzegu tylnym.
Opisany materiał pochodził z USA (Kalifornia).